# パーヌルル国立公園
パーヌルル国立公園（Purnululu National Park）は西オーストラリア州の北部、キンバリー地区にある。アボリジニの言葉で砂岩を意味するバングル・バングル/バンドゥ・バンドゥ（Bungle Bungle）と呼ばれる奇岩がありユネスコの世界遺産（自然遺産）に登録されている。

## 概要
パーヌルル国立公園はオーストラリアの西部、パースの2054km北東に位置する。一番近い町は公園から見て北に位置するカナナラで、ノーザン・ハイウェーを利用しておおよそ250kmの距離にスプリング・クリーク道があり、これを利用してのアクセスとなる。この道路の利用が出来るのは乾期（4月から10月）のみで、また四輪駆動車も必要となる。この道を安全に通過した場合51kmの距離を3時間で走ることになる。また飛行機などを利用する場合、カナナラから187kmの地点、ワームン（Warmun）にヘリコプター地点があり、またクヌナラから直接飛行機を利用することも出来る。
パーヌルルの名称はキジャ（Kija）と呼ばれるアボリジニの民族集団の言葉でバングル・バングルの砂岩地帯に与えられた言葉である。バングル・バングルは砂岩を意味するか、あるいは英語のbundle（束）の訛であると予想される。公園内の高度は高いところで海抜578mにも及ぶ。また砂岩によるドーム状の地形があり、このドームが褐色の縞模様をなしていることで有名である。この縞模様は、ドームに水を吸収し藍色細菌（cyanobacteria）という微生物の繁殖が比較的行われやすい粘土層と、その鉄分の含有の多さと多孔性によって乾きが早く微生物の繁殖しにくい砂岩層があり、層によって微生物の含まれる量が違うことによって生まれるものである。
この他に類を見ないドーム状の岩石は先にも書いたように砂岩と、大小の岩石がセメント状になったもの（コングロマリット）で出来ている。この地形の形成は活断層がこのあたりの地形を変えていた時に、オード川の形成した水たまりに堆積物がつもり、その後雨がこの堆積物が形成した岩石を削り生成されたと見られる。 
一帯にはビロウ属のヤシも生えている。周辺地域での鉱物の採掘、山火事、気候変動および外来種のウシ、ロバ、ノネコ、オオヒキガエルなどの侵入は問題となっている。 

## 登録基準
この世界遺産は世界遺産登録基準のうち、以下の条件を満たし、登録された（以下の基準は世界遺産センター公表の登録基準からの翻訳、引用である）。
- (7) ひときわすぐれた自然美及び美的な重要性をもつ最高の自然現象または地域を含むもの。
- (8) 地球の歴史上の主要な段階を示す顕著な見本であるもの。これには生物の記録、地形の発達における重要な地学的進行過程、重要な地形的特性、自然地理的特性などが含まれる。